# Richard Carrier
Richard Cevantis Carrier (1 december 1969) is een Amerikaanse historicus, opgeleid aan de University of California, Berkeley en de Columbia University. Hij is vooral bekend geworden als hoofdredacteur van Internet Infidels, dat een metafysisch-naturalistische visie op de wereld verdedigt en bevordert.
Carrier heeft diverse werken geschreven over de historische Jezus en bepleit de Jezusmythe-these. Hij is een verdediger van atheïsme en komt onder andere voor in de documentaire The God Who Wasn't There (2005), waarin hij het bestaan van Jezus in twijfel trekt, stelt dat het Nieuwe Testament vol zit met vervalsingen en de joods-christelijke ethiek slecht is voor de moderne samenleving. Carriers publicaties over de Jezusmythe-these zijn methodologisch controversieel en qua conclusies niet overtuigend voor de meeste oudhistorici.
Ook mengde hij zich in de discussie over Hitlers tafelgesprekken, die slordig of zelfs frauduleus zouden zijn overgeleverd.

### Monografieën
- Sense and Goodness without God: A Defense of Metaphysical Naturalism (2005)
- Not the impossible faith. Why Christianity didn't need a miracle to succeed (2009)
- Why I Am Not A Christian (2011)
- Proving History. Bayes's Theorem And The Quest For The Historical Jesus (2012)
- On the Historicity of Jesus: Why We Might Have Reason for Doubt (2014)

### Bijdragen
- "'Hitler's Table Talk': Troubling Finds" German Studies Review (2003) 26 (3): 563.
- 'The Spiritual Body of Christ and the Legend of the Empty Tomb', 'The Plausibility of Theft' en 'The Burial of Jesus in Light of Jewish Law', in: The Empty Tomb: Jesus Beyond The Grave (2005)
- 'Why the Resurrection Is Unbelievable' en 'Christianity Was Not Responsible for Modern Science', in: The Christian Delusion: Why Faith Fails (2009)